# GeForce Experience
GeForce Experience — утилита, разработанная и выпущенная в 2013 году компанией NVIDIA. Ориентирована на помощь пользователям получить более комфортный игровой процесс в играх, запечатлять лучшие моменты, уведомлять о наличии новых драйверов и многое другое. 

## Возможности
GeForce Experience поддерживает более 350 игр, определяя и добавляя их в программу автоматически после установки. Утилита оптимизирует игровые настройки, чтобы улучшить производительность в игре. Пользователь может самостоятельно выбрать желаемое соотношение качества и производительности, а также выбрать режим экрана и его разрешение в игре, однако не предоставляется возможным редактировать каждый параметр качества игры по отдельности, поэтому индивидуально каждую настройку нужно менять непосредственно в самой игре. Во вкладе "Настройки" можно посмотреть технические характеристики своего ПК и проверить, соответствует ли компьютер пользователя минимальным требованиям для использования функций программы. Также утилита предоставляет возможность использовать оверлей в играх для более быстрого доступа к функциям программы. Кроме этого, пользователи с аккаунтом NVIDIA могут участвовать в конкурсах, раздачах игр и видеокарт и т.д. По решению пользователя утилита может автоматически загружать и устанавливать новые драйвера для видеокарты, однако можно ограничиться просто уведомлением о новом доступном GameReady драйвере.

## NVIDIA ShadowPlay
Функция ShadowPlay позволяет записывать высококачественные видео, делиться ими и включать прямые трансляции (поддерживаются YouTube, Twitch, Facebook). Так как ShadowPlay использует аппаратный кодировщик Nvidia HVENC, то запись на производительность в играх, согласно утверждениям компании, не повлияет. Помимо этого, ShadowPlay имеет полезную функцию, которая позволяет сохранить последние 30 секунд геймплея в случае, если не удалось успеть запечатлить удачный момент, что помогает сохранять удачные моменты в резких соревновательных играх. Также данная функция позволяет создавать GIF-анимации длиной в 15 секунд и делать скриншоты в разрешении 7680×4320 (8К). Nvidia Highlights автоматически запечатляет лучшие игровые моменты, что позволяет пользователям их просмотреть после игры и поделиться с друзьями в соц. сетях.

## NVIDIA Ansel
NVIDIA Ansel — инструмент GeForce Experience, позволяющий создавать специальную внутриигровую камеру, которая даёт возможность делать скриншоты практически из любого положения на профессиональном уровне. Затем можно использовать набор фильтров постобработки Ansel, чтобы настроить и улучшить свой снимок экрана. Предоставляется возможность делать панорамные 360° снимки с поддержкой HDR, а также сохранять их в формате EXR. По умолчанию Ansel активируется нажатием Alt+F2 во время игры. Комбинация клавиш приостанавливает игру в момент нажатия, и слева появляется тонкая панель, позволяющая управлять параметрами фотографии. Однако, функцию NVIDIA Ansel поддерживают не все игры.
Ansel RTX — новая технология, которая была анонсирована в августе 2018 года во время выхода новой линейки графических процессоров RTX 20XX, которая увеличивает количество лучей для преломлений на 1 пиксель на снимке в 10 раз, в 12 раз увеличивает количество образцов глобального затенения, теней — в 32 раза и отражений — в 40 раз.

## NVIDIA FreeStyle
Технология FreeStyle позволяет использовать фильтры постобработки, которые изменяют внешний вид графики на экране, благодаря которому можно подстроить атмосферу игры под себя, улучшить цвет и контрастность, тем самым сделав картинку более фотореалистичной. Также данная функция очень хорошо подойдёт для людей с дальтонизмом, в случае, если в самой игре нет режима для дальтоников.

## Другие функции и возможности
- NVIDIA GameStream — позволяет играть в компьютерные игры на медиаплеере SHIELD TV сидя на диване или лёжа на кровати, например, с использованием режима Big Picture в Steam.
- Возможность просмотреть производительность видеокарты, температуру и т.д. во время игры (игровой оверлей).